# Arabela Carreras
Arabela Marisa Carreras (San Carlos de Bariloche, 24 de enero de 1970) es una docente y política argentina. Ejerció el cargo de gobernadora de la provincia de Río Negro en el período 2019-2023, siendo la primera mujer en ocupar dicho cargo. También fue ministra de Turismo y legisladora de dicha provincia.

## Biografía
Carreras es licenciada en Letras Modernas por la Universidad Nacional de Córdoba y ejerció como docente de nivel medio entre 1996 y 2007. 
Comenzó su militancia política en el partido vecinal Sur, del entonces intendente de Bariloche Alberto Icare. En 2004 trabajó en la Secretaría Privada de la Intendencia de Bariloche, fue subsecretaria de Desarrollo Económico, presidente de la Convención Municipal Constituyente Actualizadora de la Carta Orgánica de San Carlos de Bariloche en 2006 por el Frente para la Victoria, concejal municipal (2007-2011), miembro del Directorio del Ente de Promoción Turística, legisladora provincial de Río Negro (2011-2017) y miembro del Consejo de la Magistratura.
En 2017 fue designada ministra de Turismo, Cultura y Deportes bajo la gobernación de Alberto Weretilneck. A principios de 2019 fue elegida compañera de fórmula del actual gobernador por el partido Juntos Somos Río Negro (JSRN) para un tercer mandato, pero luego de que la Corte Suprema de la Nación dictara una sentencia en la que inhabilitaba a Wereltineck a postularse para otro mandato, se convirtió en la candidata a gobernadora oficialista junto a su candidato a vicegobernador Alejandro Palmieri. El 7 de abril de 2019 fue elegida gobernadora con el 52,49% de los votos y asumió el cargo el 10 de diciembre del mismo año.

### Gobernación
La gobernación de Carreras se ve fuertemente enmarcada en la pandemia de Covid-19 ya que el virus llegó al territorio rionegrino el 9 de marzo de 2020, apenas cuatro meses después de su asunción. Sólo 11 días después el gobierno nacional decretó una cuarentena en todo el territorio nacional. A mediados de junio de 2021 se han registrado 80.598 casos positivos en la provincia, de los cuales 1818 fallecieron.